# Cremastus incompletus
Cremastus incompletus là một loài tò vò trong họ Ichneumonidae.